# Dietrich Andre
Pour les articles homonymes, voir André (patronyme).
Dietrich Ernest Andre est un peintre né à Mittau en Courlande en 1680 (actuellement Jelgava en Lettonie, mais ville suédoise à l'époque) et décédé à Paris vers 1734.
On peut voir des tableaux de lui à Hambourg (Kunsthalle).